# HD 37501
HD 37501，又名CP-61 488，SAO 249314、HR 1936，是一颗恒星，视星等为6.32，位于銀經270.16，銀緯-32.69，其B1900.0坐标为赤經5h 33m 51.8s，赤緯-61° -32.69′ 15″。